# Yamazaki

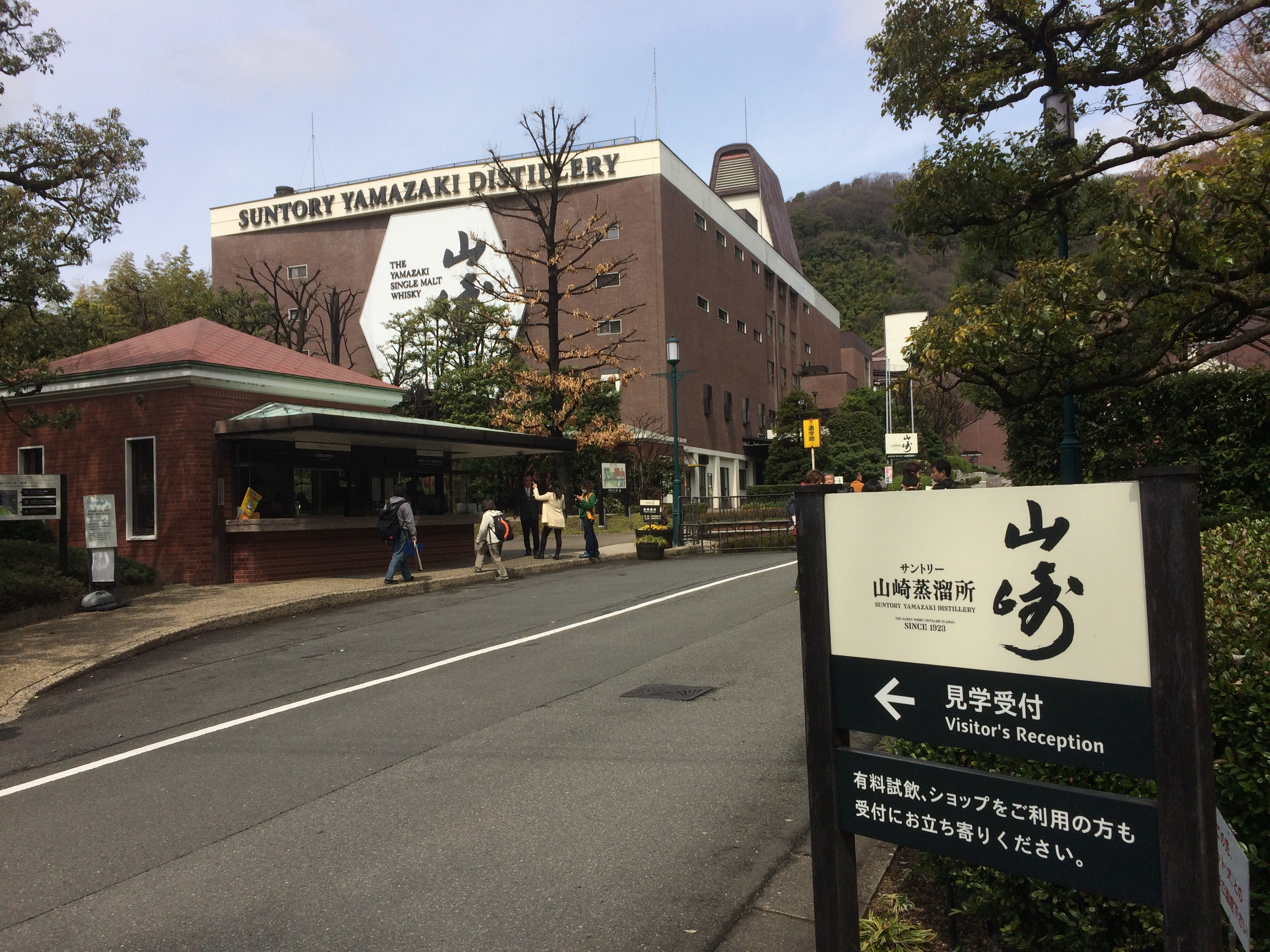
Yamazaki whiskydestilleri.

Yamazaki (japanska: 山崎蒸溜所) är ett japanskt whiskydestilleri i Shimamoto i Osaka prefektur i Japan. Det grundades 1923 av Shinjiro Torii som Japans första kommersiella whiskydestilleri och ägs av dryckesbolaget Suntory. 
Shinjiro Torii hade som mål att tillverka whisky för den japanska marknaden. Skotsk whisky var inte populär i Japan så Torii reste till Skottland för att lära sig mer om whiskytillverkning. När han kom tillbaka till Japan använde han familjens förmögenhet till att bygga ett destilleri. Den första whiskyn tillverkades år 1923 och började säljas i slutet av 1920-talet. De första produkterna var inte speciellt lyckade, men Torii fortsatte att anpassa sina whiskyrecept till japanernas smak.
Yamazaki lancerade sin första  single malt whisky 1984 och hösten 2014 utsågs Yamazaki Sherry Cask till Whisky Of The Year i  Jim Murray's Whisky Bible med 97,5 poäng av 100 möjliga. Det var en av de första gångerna priset inte tillföll en skotsk whisky. Plötsligt ville alla ha japansk whisky och försäljningen ökade i hela världen.

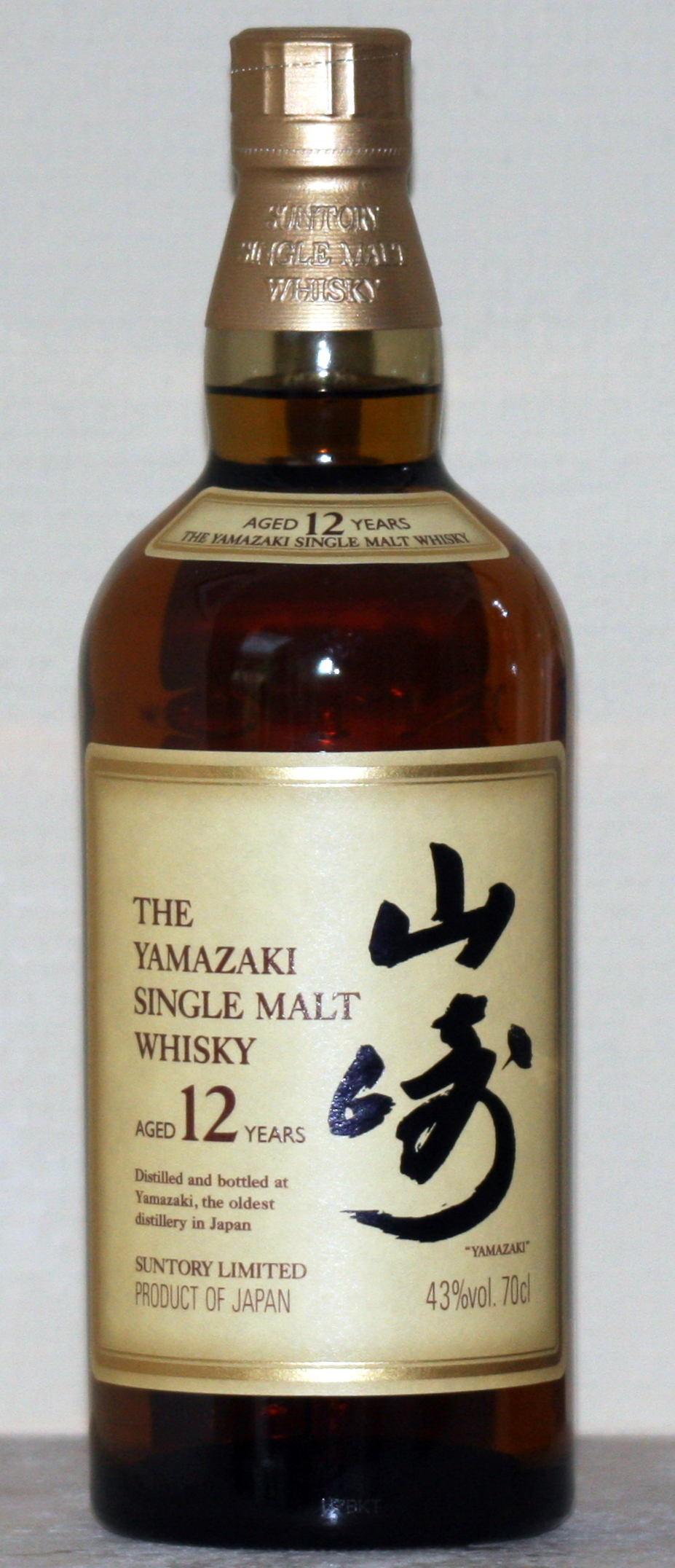
Yamazaki Single Malt Whisky.

Yamazaki är Japans mest populära single malt whisky. Den lagras i amerikanska, spanska och japanska mizunara ekfat i upp till 25 år.
Destilleriet, som har byggts ut flera gånger, kan tillverka sex  miljoner liter whisky om året i sina 16 olika pannor.